# Мюлегг, Йохан
Йохан Мюлегг (нем. Johann Mühlegg; род. 8 ноября 1970, Марктобердорф, Бавария) — немецкий и испанский лыжник. Участвовал в четырёх зимних Олимпийских играх, в 2002 году в Солт-Лейк-Сити добился высоких результатов, однако был дисквалифицирован за применение допинга.

## Биография
Победитель юниорского чемпионата мира (1989, 1990). В первой сборной Германии числился таможенником. Из-за того, что после приёма питательных жидкостей стал замечать у себя признаки тошноты, усталости и диареи, обвинял главного тренера сборной Георга Зипфеля в том, что тот подмешивает ему яд.
Мюлегг находился под влиянием своей духовной наставницы Жустины Агостиньо, бывшей уборщицы из Португалии. Она «заряжала» для Мюлегга обычную воду, которую он пил и разбрызгивал на себя перед стартами.
На Олимпийских играх 1992 года занял 31-е место в гонке на 10 км, 16-е место — на 15 км, седьмое в 50-километровом марафоне и шестое в составе эстафетной команды. На Играх 1994 года был 17-м в 10-километровой гонке, восьмым — в 15-километровой, девятым — в 30-километровой и четвёртым в эстафете.
Перед чемпионатом мира 1995 года был выведен из состава из-за его разговоров о призраках, вселившихся в тренера. В том же году обвинил жену в шпионаже в пользу федерации лыж Германии и развёлся с ней. Менеджером стал брат Мартин.
Поехал на Олимпийские игры-1998, где в гонках на 10, 15, 50 км и эстафете занял соответственно 27-е, 17-е, 7-е и 8-е места и после Игр снова был выведен из состава. На чемпионат мира-1999 заявился без гражданства, но участия не принимал. В 2000 году получил испанский паспорт. Выиграл Кубок мира 1999/2000, установив мировой рекорд по отрыву победителя гонки от второго призёра — 4 минуты и 7,2 секунды в 72-километровом марафоне Ламура — Мут.
На чемпионате мира-2001 в Лахти завоевал серебро в 20-километровом скиатлоне и золото в 50-километровом марафоне. Обвинил итальянского тренера испанской команды Карло Петрини в мафиозных методах руководства, после чего испанская федерация пригрозила лишить Мюлегга методической и финансовой поддержки.
На Олимпийских играх 2002 в Солт-Лейк-Сити выиграл три гонки — скиатлон, 30 и 50 километров, но вскоре был дисквалифицирован за употребление дарбепоэтина и позже получил двухлетнюю дисквалификацию. Перед этим в интервью BBC заявил, что вступал в контакт с пришельцами из космоса, которые ему помогали. С немецкими СМИ на пресс-конференциях демонстративно общался по-английски.
По словам тренера немецкой сборной и бывшего партнёра Мюлегга Йохена Беле, тот не нуждался в допинге и был объективно лучшим, но ему «просто не хватило мозгов».
С Мюлеггом расторгла контракт фирма Fischer, он не был восстановлен в таможне Мюнхенского аэропорта, начался отток туристов в семейном отеле Zum Jeremia под Гармиш-Партенкирхеном.
После дисквалификации издал автобиографию «Один против всех», работал консультантом по трассам и контактам с лыжным миром в Тироле.
Перед Олимпийскими играми 2006 года в Турине испанская федерация предложила Мюлеггу либо заниматься в сборной на общих основаниях, либо готовиться за собственные средства, что его не устроило.
По состоянию на 2014 год занимался в бразильском Натале строительным бизнесом, был женат на бразильянке.